# Sing Sing (TV-program)
Sing Sing var ett TV-program i SVT från 2010. Programledare var Ola Lindholm.
I programmet tävlade 9-12-åringar i musikkunskap.

## Ronder
- Jakten på de försvunna orden (varannan vecka)
- Svenska klassiker (varannan vecka)
- Norsken, dansken och Bellman
- En helt vanlig introtävling
- Danskampen

### Charader
En lagmedlem fick en låttitel och skulle med kroppen visa för sina lagkamrater vad det är för låt.